# Chikka Bellary, Siruguppa
Chikka Bellary là một làng thuộc tehsil Siruguppa, huyện Bellary, bang Karnataka, Ấn Độ.